# Eckartsberga
Eckartsberga est une ville de l'arrondissement du Burgenland de Saxe-Anhalt, en Allemagne. Située à l'ouest de Naumburg (Saale), elle fait partie de la commune fusionnée An der Finne (en).

## Personnalités
- Karl David Ilgen (1763-1834), philologue né à Sehna ;
- Otto Fritsch (1870-1943), homme politique né à Eckartsberga ;
- Peter Frenkel (1939-), athlète spécialiste de la marche sportive, champion olympique, est né à Eckartsberga.